# Sphyrapicus
Genre
Le genre Sphyrapicus (ou pics entailleurs) comprend quatre espèces appartenant à la famille des Picidae.
Ces pics ont un régime alimentaire spécialisé de suceur de sève (d'où leur nom « Sapsucker » en anglais) : ils percent des trous en rangées sur le tronc et les branches des arbres pour se nourrir de la sève et des tissus sous l'écorce, d'autres oiseaux et mammifères venant également récolter ces exsudats. Leur salive empêche la cicatrisation de ces trous.

## Liste des espèces
D'après la classification de référence (version 2.2, 2009) du Congrès ornithologique international (ordre phylogénique) :
- Sphyrapicus thyroideus – Pic de Williamson
- Sphyrapicus varius – Pic maculé
- Sphyrapicus nuchalis – Pic à nuque rouge
- Sphyrapicus ruber – Pic à poitrine rouge